# Lupulella
Gli sciacalli africani (Lupulella Linnaeus, 1758) sono un genere di canidi lupini che comprende due specie esistenti: lo sciacallo striato e lo sciacallo dalla gualdrappa.
Le due specie erano in passato considerate membri del genere Canis, ma fu proposto nel 2017 dopo una rivalutazione tassonomica di riconoscerli come membri d'un genere a parte, Lupulella. La proposta fu in seguito accettata dalla American Society of Mammalogists e dal ramo dell'Iucn dedicato ai canidi, siccome gli studi genetici dimostrano che formano un lignaggio monofiletico separato dal clade di Canis/Cuon/Lycaon.

## Filogenia
Il cladogramma sottostante è basato sui dati genomici.
|           | Canis/Cuon/Lycaon                                                                |
|           |                                                                                  |
| Lupulella | \| \| Sciacallo striato \| \| \| \| \| \| Sciacallo dalla gualdrappa \| \| \| \| |
|           | \| \| Sciacallo striato \| \| \| \| \| \| Sciacallo dalla gualdrappa \| \| \| \| |
|           | Sciacallo striato                                                                |
|           |                                                                                  |
|           | Sciacallo dalla gualdrappa                                                       |
|           |                                                                                  |

|  | Sciacallo striato          |
|  |                            |
|  | Sciacallo dalla gualdrappa |
|  |                            |

|           | Canis/Cuon/Lycaon                                                                |
|           |                                                                                  |
| Lupulella | \| \| Sciacallo striato \| \| \| \| \| \| Sciacallo dalla gualdrappa \| \| \| \| |
|           | \| \| Sciacallo striato \| \| \| \| \| \| Sciacallo dalla gualdrappa \| \| \| \| |
|           | Sciacallo striato                                                                |
|           |                                                                                  |
|           | Sciacallo dalla gualdrappa                                                       |
|           |                                                                                  |

|  | Sciacallo striato          |
|  |                            |
|  | Sciacallo dalla gualdrappa |
|  |                            |

## Specie odierne
| Specie       | Nomi comuni                                        | Autorità        | Dimensioni                                                           | Areale attuale                                         | Stato di conservazione  |
| ------------ | -------------------------------------------------- | --------------- | -------------------------------------------------------------------- | ------------------------------------------------------ | ----------------------- |
| L. adustus   | Sciacallo striato                                  | Sundevall, 1847 | Corpo: 96-117 cm Coda: 30-41 cm Orecchie: 8-9,7 cm Peso: 7,3-12 kg   | Africa occidentale, Africa orientale e Africa australe | Specie a rischio minimo |
| L. mesomelas | Mesomela Sciacallo dalla gualdrappa Volpe del capo | Schreber, 1775  | Corpo: 65-90 cm Coda: 26-39,5 cm Orecchie: 8-13,2 cm Peso: 5,9-12 kg | Corno d'Africa, Africa orientale e Africa australe     | Specie a rischio minimo |